# Volo (araldica)
Volo è un termine utilizzato in araldica per indicare le due ali dell'aquila. Nell'uso normale, il termine volo si può riferire a qualsiasi uccello e non solo all'aquila. Simboleggia velocità, vivace ingegno e animo pronto alle armi.
Il volo può essere:
- abbassato: quando le punte delle ali sono rivolte in basso
- piegato: quando le ali sono semichiuse
- semivolo: quando è limitato a una sola ala, in tal caso occorre precisare se si tratta dell'ala destra o sinistra
- sorante: sinonimo di piegato
- spiegato: quando le punte delle ali sono rivolte in alto.

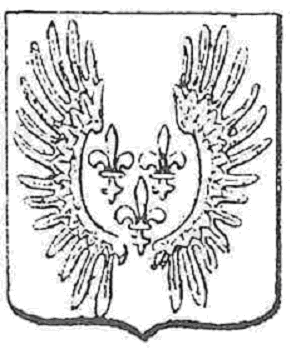
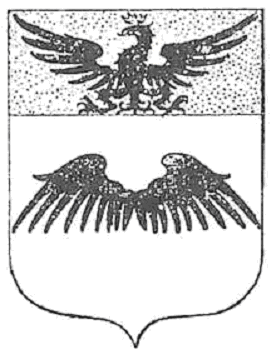
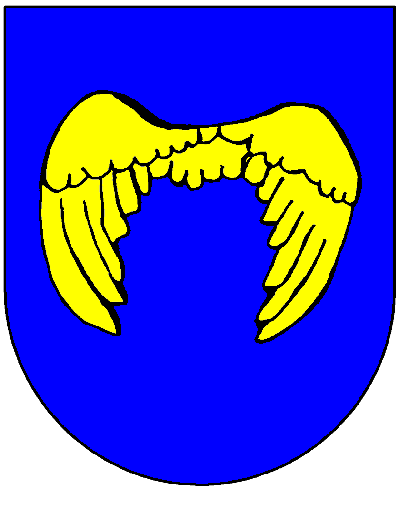
Volo abbassato
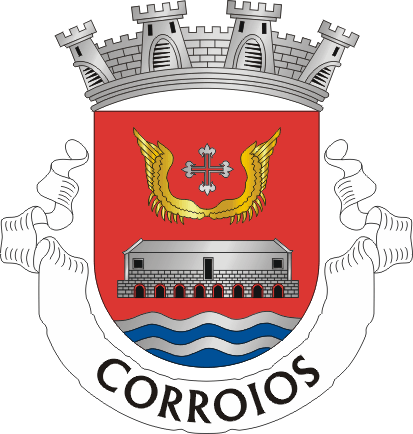
Volo spiegato (Corroios, Portogallo)
D'azzurro, al volo abbassato d'oro (Distretto di Rybnik, Polonia)